# Hu Zhengyan

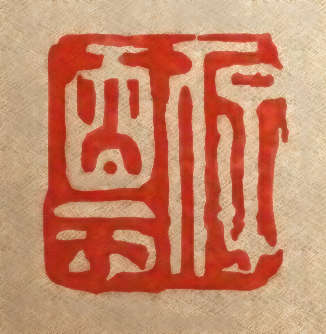
Eines der Siegel von Hu Zhengyan

Hu Zhengyan (chinesisch 胡正言, Pinyin Hú Zhèngyán, W.-G. Hu Cheng-yen; auch: Hu Yuecong; * um 1584, oder: 1582, 1580; gest. 1674) war ein chinesischer Maler, Stempelschneider und Herausgeber. Er ist bekannt als Meister der Zehn-Bambus-Halle. Er kalligraphierte und gestaltete Bilder und schnitt Siegel. Seine literarischen Werke waren vor allem Ausgaben anderer Werke, teilweise jedoch auch Aufzeichnungen seiner eigenen Arbeiten.
Hu lebte in Nanjing in der Übergangszeit am Ende der Ming-Dynastie bis in die Anfangszeit der Qing-Dynastie. Als Ming-Loyalist wurde ihm ein Beamtenposten in der Rumpfregierung der Hongguang-Herrschaft des Prinzen von Fu angeboten. Er lehnte jedoch ab und begnügte sich mit einem kleinen, unbedeutenden Beamtenposten. Jedoch gestaltete er das Siegel des Hongguang-Kaisers und war so loyal gegenüber der Dynastie, dass er sich größtenteils aus der Gesellschaft zurückzog, nachdem der Regent 1645 gefangen genommen worden und gestorben war. In seinem gelehrten Verlag, der Zehn-Bambus-Halle wandte er verschiedene Chinesische Drucktechniken und Hohlprägeverfahren an. Seine verfeinerten Druckverfahren waren Pionierleistungen.
Sein bekanntestes Werk ist der Katalog Das Manual des Zehn-Bambus-Studios für Malerei und Kalligraphie, ein Kunstlehrbuch, dass zweihundert Jahre lang als Standardwerk galt und nachgedruckt wurde. Außerdem verlegte er Siegel-Kataloge, gelehrte und medizinische Texte, Gedichtbände und künstlerische Schreibpapiere. Diesen Büchern stellte er oft ein eigenes Vorwort voran, oder ließ einen seiner Brüder ein Vorwort verfassen.

## Leben

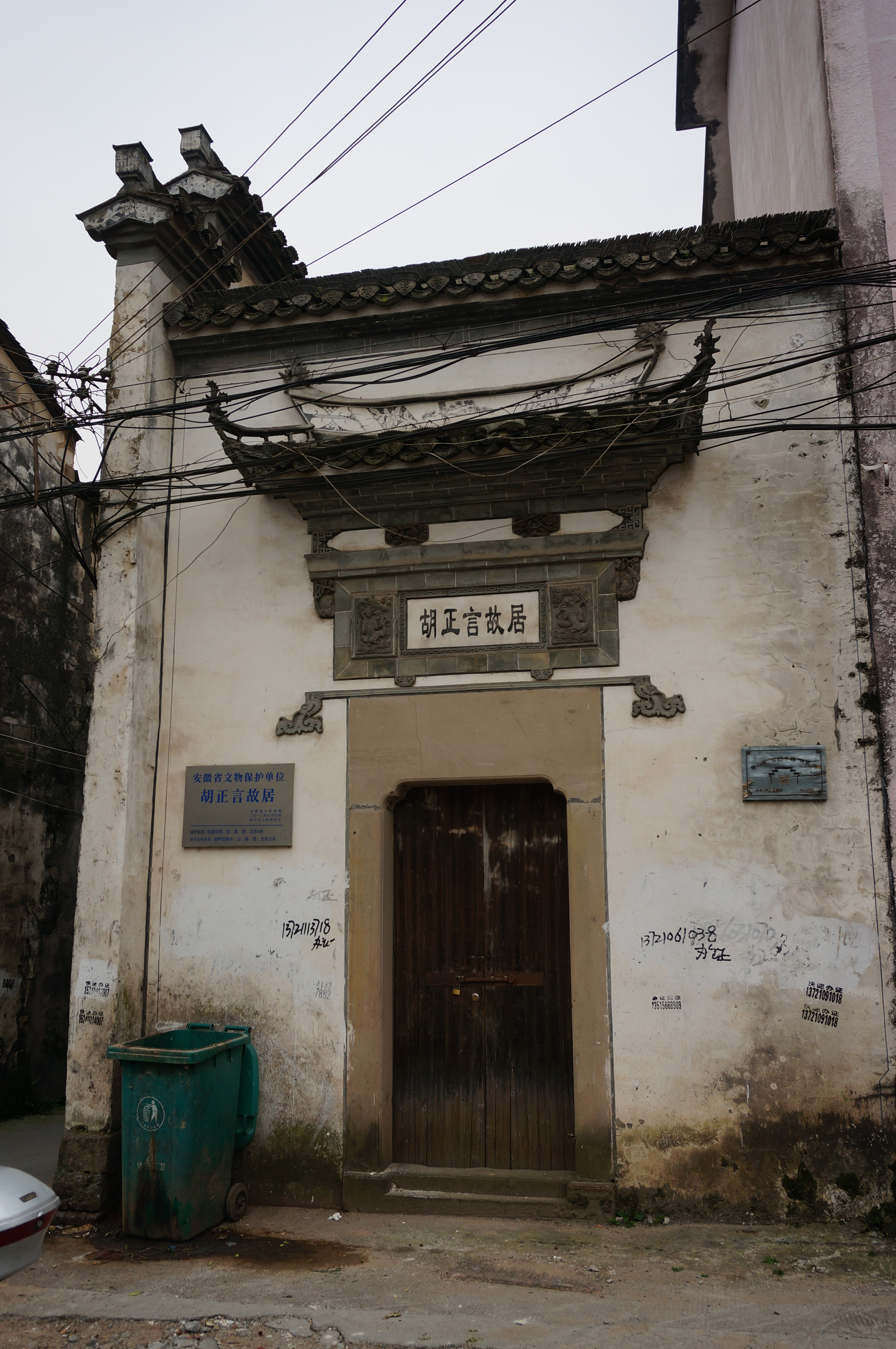
Das ehemalige Wohnhaus von Hu in Xiuning.

Hu wurde 1584 (oder im frühen 1585) im Gebiet von Xiuning, Anhui geboren. Sowohl sein Vater als auch sein älterer Bruder Hu Zhengxin (chinesisch 正心, Künstlername Wusuo, chinesisch 無所) waren Ärzte und ab seinem 30. Lebensjahr ging er mit ihnen auf Reisen, wenn sie als fahrende Ärzte durch die Gebiete um Lu'an und Huoshan zogen. Allgemein wird angenommen, dass auch Zhengyan selbst Medizin praktizierte, obwohl die frühesten Quellen dazu aus der zweiten Hälfte des 19. Jahrhunderts stammen.
1619 findet sich Hu dann in Nanjing, wo er mit seiner Frau Wu lebte. Ihr Heim am Jilongshan (chinesisch 雞籠山, heute: Beiji Ge), einem Hügel an der nördlichen Stadtmauer, war ein Treffpunkt für viele gleichgesinnte Künstler. Hu nannte es die Zehn-Bambus-Halle oder -Studio (Shizhuzhai, chinesisch 十竹齋) nach zehn Bambusstauden, die vor dem Gebäude wuchsen. Das Anwesen diente als Hauptquartier für sein Druckgewerbe, wo er zehn Künstler beschäftigte, inklusive seiner beiden Brüder Hu Zhengxin (Wusuo) und Hu Zhengxing (chinesisch 正行, (Zizhu, chinesisch 子著)) und seiner Söhne Hu Qipu (chinesisch 其樸) und Hu Qiyi (chinesisch 其毅, K: chinesisch 致果 Zhì guǒ).
Zu Hus Lebzeiten wurde die Ming-Dynastie, die in China über 250 Jahre lang an der Macht gewesen war, vernichtet und durch Chinas letzte Kaiser-Dynastie, die Qing-Dynastie, ersetzt. Nach dem Fall der Hauptstadt Peking 1644, errichteten die Reste der kaiserlichen Familie der Ming und einige Minister ein loyales Ming-Regime in Nanjing mit Zhu Yousong als dem Hongguang-Kaiser. Hu, der für seine Kunstfertigkeit im Siegel-Schnitzen und seine Fähigkeiten auf dem Gebiet der Siegelschriftbekannt war, schuf ein Siegel für den neuen Kaiser. Der Hof bot ihm die Position des Hofschreibers (zhongshu sheren, chinesisch 中書舍人) an, aber er nahm den Posten nicht an, obwohl er in späteren persönlichen Siegeln teilweise den Titel zhongshu sheren führte.
Nach Wen Ruilins (chinesisch 温睿臨) Nanjiang Yishi (chinesisch 南疆繹史 „Verlorene Geschichte des Südens“), studierte Hu vor der Eroberung Nanjings durch die Qing an der kaiserlichen Hochschule in Nanjing und übte zeitgleich eine Funktion im Ritenministerium aus, wo er offizielle Proklamationen aufzeichnete; er schuf die Qin Ban Xiaoxue (chinesisch 御頒小學 „Kaiserliche Promotion der Kleinen Lehre“) und die Biaozhong Ji (chinesisch 表忠記 „Aufzeichnungen der zur Schau gestellten Loyalität“). Er wurde befördert und ins Personal-Ministerium aufgenommen und erhielt auch Zugang zur Hanlin-Akademie, aber bevor er diese Stelle annehmen konnte, wurde Nanjing von den Mandschu (Qing) erobert. Da zeitgenössische Biographien diese Ereignisse nicht berichten (Wen's Werke wurden bis 1830 nicht publiziert), wird angenommen, dass sie erst nachträglich erfunden worden sind.
Hu zog sich 1646 aus dem öffentlichen Leben zurück. Xiao Yuncong und Lü Liuliang berichten davon, dass sie ihn in seinem Alter besucht hätten (1667 beziehungsweise 1673). Er starb in Armut im Alter von 90 Jahren, irgendwann Ende 1673 oder Anfang 1674.

## Siegelschnitte

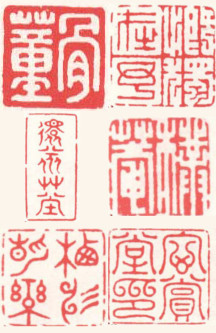
Sechs Beispiele von Hu Zhengyans Siegelschnitten.

Hu Zhengyan schuf persönliche Siegel für zahlreiche Würdenträger. Sein Stil beruhte auf der klassischen Siegelschrift der Han-Dynastie und er folgte der Siegel-Schneider-Schule von Huizhou, die von seinem Zeitgenossen He Zhen gegründet worden war. Hus Kalligraphie, obwohl ausbalanciert und mit klarer Komposition, ist stärker verwinkelt und starrer als seine klassischen Vorbilder. Die Huizhou-Siegel ahmen altertümliche, verwitterte Vorbilder nach, obwohl Hu im Gegensatz zu manchen Kollegen normalerweise keine künstlichen Alterungsprozesse für die Siegel anwendete.
Hus Arbeit war weithin bekannt. Zhou Lianggong, ein Dichter, der ungefähr zur selben Zeit in Nanjing lebte, schreibt in seiner Biographie von Siegel-Schneidern (Yinren Zhuan, chinesisch 印人傳), dass Hu „Miniatursteinschnitzereien mit alten Siegelinschriften fertigt, um die sich Reisende schlagen und für Schätze halten.“ Er betont, dass Hus Siegel auch bei Besuchern und Reisenden populär waren, die in Nanjing Station machten.
1644 nahm sich Hu der Aufgabe an, ein neues kaiserliches Siegel (chinesisch 傳國璽, Pinyin chuán guó xǐ) für den Hongguang-Kaiser anzufertigen. Er gestaltete das Siegel nach einer Zeit des Fastens und des Gebets und überreichte sein Werk zusammen mit einem Essay, der Großen Ermahnung des Siegels (chinesisch 大寶印, Pinyin Dabao Zhen), in der er den Verlust des Siegels des Chongzhen-Kaisers betrauerte und in dem er den Himmel anflehte, es doch wiederherzustellen. Hu war besorgt, dass sein Essay unbeachtet bleiben könnte, da er ihn nicht in der traditionellen Reimform, den Pianti (chinesisch 駢體) verfasst hatte, die sonst in den chinesischen Beamtenprüfungen Verwendung fanden, aber sein Essay und das Siegel wurden dennoch vom Hof der südlichen Ming akzeptiert.

## Die Zehn-Bambus-Halle

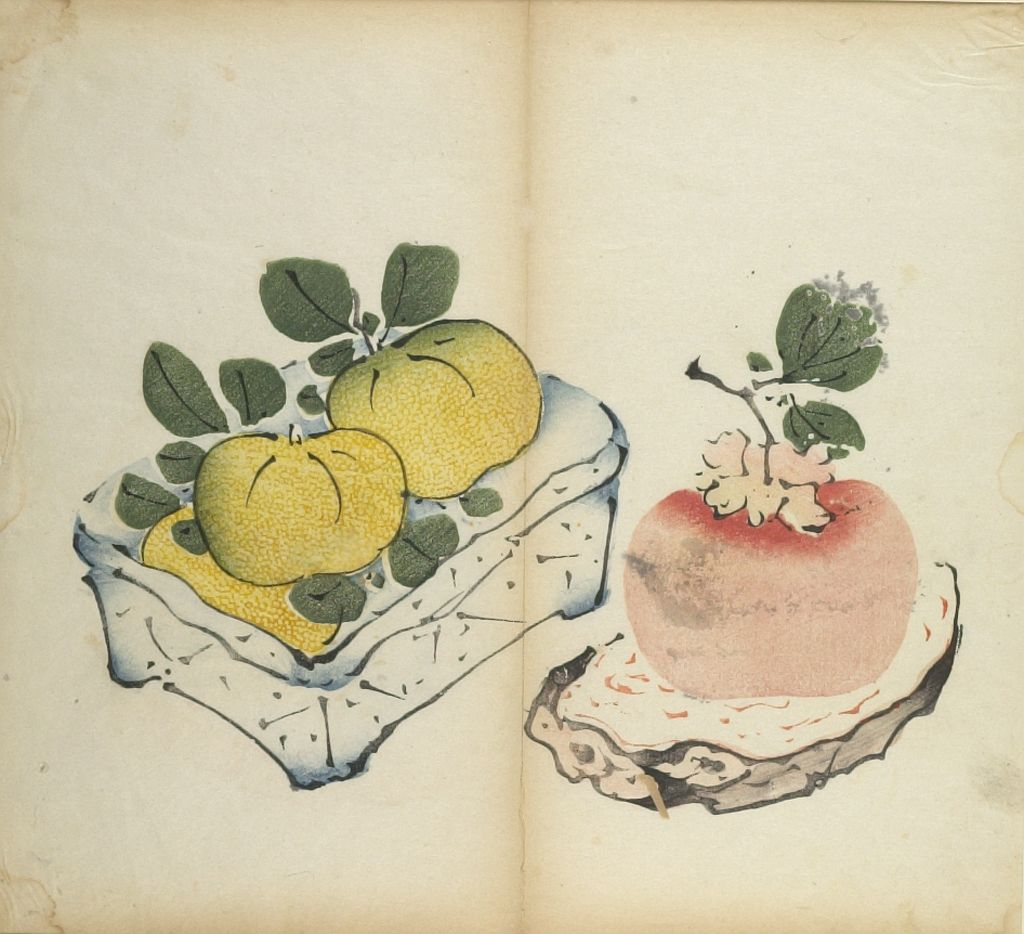
Persimon und drei gelbe Tangerinen aus dem Zehn Bambus Studio Manual für Malerei und Kalligraphie als Beispiel für die Farbabstufungen, die durch Hu Zhengyans Druckmethoden erreicht werden konnten.

Trotz seines Ruhmes als Künstler und Siegelschneider war Hu hauptsächlich ein Verleger. Sein Verlag, das Zehn-Bambus-Studio, druckte Referenzwerke über Kalligraphie, Dichtung und Kunst, sowie medizinische Texte, Bücher über Etymologie und Phonetik; aber auch Kopien und Kommentare zu den konfuzianischen Klassikern. Anders als zeitgenössische Verleger, veröffentlichte das Zehn-Bambus-Studio keine Romane oder Schauspiele. Diese Ausrichtung auf akademische Texte war möglicherweise der Lage des Verlags geschuldet: das Gebäude lag nördlich der Nanjing Guozijian (National-Akademie) in deren nächster Nähe, wodurch sich ein Verkaufsvorteil für akademische Texte ergab. Zwischen 1627 und 1644 veröffentlichte das Zehn-Bambus-Studio mehr als zwanzig Drucke, die sich an eine reiche, gebildete Elite richteten. Die frühesten Publikationen waren medizinische Lehrbücher (Tested Prescriptions for Myriad Illnesses (chinesisch 萬病驗方, Pinyin Wanbing Yanfang), 1631; das Buch wurde zehn Jahre später erneut gedruckt). Hus Bruder Zhengxin, der Mediziner war, ist möglicherweise der Autor dieses Buchs.

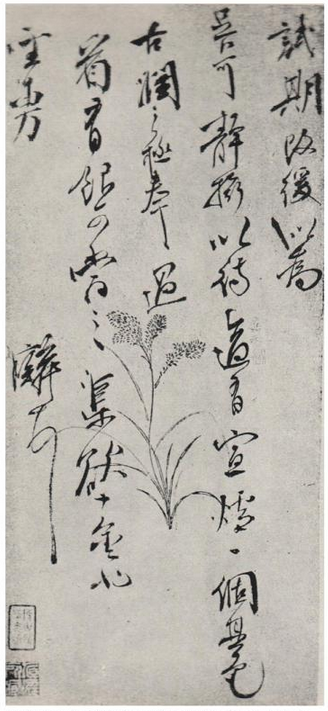
Brief von Hus Zeitgenossen, dem Ming-Loyalist Zou Zhilin vom Zehn-Bambus-Studio.

Während der 1630er druckte der Verlag auch politische Werke, die sich mit den Gesetzen der Ming befassten; unter anderem das Huang Ming Biaozhong Ji (chinesisch 皇明表忠紀, „Kaiserliche Aufzeichnung der Ming über Loyalität“), eine Biographie loyaler Ming-Beamter, und die Huang Ming Zhaozhi (chinesisch 皇明詔制, „Edikte der Kaiserlichen Ming“), eine Liste kaiserlicher Proklamationen. Nach dem Fall der Ming-Dynastie benannte Hu den Verlag um. Er nannte ihn Die Halle, die aus der Vergangenheit stammt (chinesisch 迪古堂, Pinyin Digu tang). Das ursprüngliche Siegel wurde jedoch weiter verwendet. Trotz dem Rückzug aus der Gesellschaft nach 1646 veröffentlichte der Verlag noch längere Zeit Bücher, die sich jedoch meist auf Siegelabdrucke und Kataloge mit den Siegelschnitten von Hu beschränkten.
In der Ming-Dynastie waren herausragende Entwicklungen im Bereich der Farbdrucke in China gemacht worden. In seinem Studio experimentierte Hu Zhengyan mit verschiedenen Methoden des Holztafeldrucks und erfand Prozesse für Farbdruck und Prägeverfahren. Damit war er als erster in China in der Lage, Farbdrucke nach dem douban yinshua-Verfahren (chinesisch 饾板印刷; „Sortierte Blockdrucke“) herzustellen. Bei dieser Methode wurden viele Blocks verwendet, von denen jeder mit einem Teil des originalen Bildes geschnitten war und jeder eine abweichende Farbe hatte. Es war ein langwieriger, mühsamer Prozess, für den vierzig bis fünfzig Druckstöcke geschnitten werden mussten und bis zu siebzig Tinten und Druckvorgänge gemacht werden mussten um ein einzelnes Bild herzustellen. Hu wandte auch eine verwandte Form des Holztafeldrucks an, die als taoban yinshua, (chinesisch 套板印刷 „Set-Block Druck“) bezeichnet wird. Die Methode war schon seit der Zeit der Yuan-Dynastie benutzt worden, jedoch erst vor kurzem wieder in Mode gekommen. Hu verbesserte die Techniken durch eine Methode, bei der ein Teil der Tinte von den Blocks wieder abgewischt wurde, bevor sie abgedruckt wurden. Dadurch erreichte er einen Farbverlauf und Farbschattierungenmodulationen, die vorher technisch nicht möglich waren.
Für einige Bilder benutzte Hu eine Blindpräge-Technik gonghua (chinesisch 拱花, „Geprägte Blumen“) oder gongban (chinesisch 拱板 „Gepräge Bretter“), bei der ein uneingefärbter Stempel benutzt wird um Prägungen ins Papier einzudrücken. Er nutzte die Technik für weiße Relief-Effekte bei Wolken und für Lichteffekte auf Wasser oder Pflanzen. Diese Technik war ein relativ neuer Prozess, der von Hus Zeitgenossen Wu Faxiang erfunden worden war, der selbst auch in Nanjing ansässig war. Wu hatte diese Technik das erste Mal bei seinem Druck Luoxuan Biangu Jianpu (chinesisch 蘿軒變古箋譜 „Wisteria Studio Briefpapier“) verwendet, das 1626 gedruckt wurde. Beide, Hu und Wu benutzten Prägeverfahren, um dekorative Schreibpapiere herzustellen, durch deren Verkauf ein Nebeneinkommen für das Zehn-Bambus-Studio entstand.

## Werke

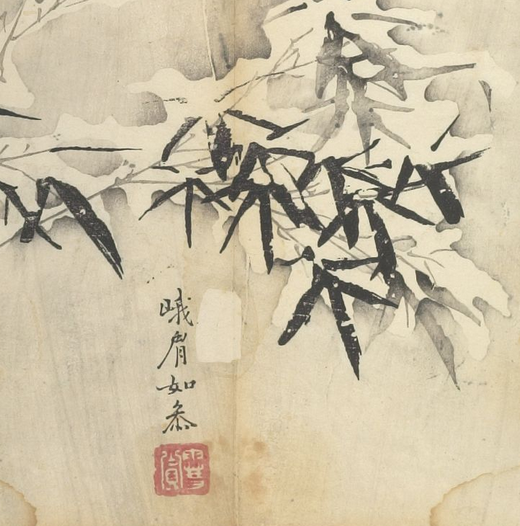
Bambus im Schnee aus dem 十竹齋書畫譜 (Zehn-Bambus-Halle Manual für Malerei und Kalligraphie).

Hus bekanntestes Werk ist das Shizhuzhai Shuhuapu (chinesisch 十竹齋書畫譜, dt. Zehn-Bambus-Halle Manual für Malerei und Kalligraphie), eine Anthologie von ca. 320 Drucken von etwa dreißig verschiedenen Künstlern (unter anderem von Hu selbst) von 1633. Es besteht aus acht Teilen, mit Kalligraphie, Bambus-, Blüten-, Stein-, Vogel und Tier-, Pflaumen-, Orchideen und Fruchtmalerei. Einige dieser Teile wurden bereits früher als Einzelbände veröffentlicht. Neben dem Aspekt als Kunstsammlung war das Manual außerdem als Kunstlehrbuch gedacht, mit Instruktionen zur korrekten Pinselhaltung und -technik und mehreren Bildern, die für Anfänger zur Nachahmung gedacht waren. Obwohl diese Instruktionen nur in den Teilen über Orchideen und Bambus auftauchen, bleibt das Buch bis heute das erste Beispiel für einen kategorischen und analytischen Zugang zur chinesischen Malerei. In diesem Buch benutzte Hu seine verschiedenen Druckmethoden, mit denen er Farbverläufe in den Bildern erzeugte, anstatt klare Konturen und Überlappungen abzubilden. Das Manual ist in der traditionellen „Schmetterlingsbindung“ (chinesisch 蝴蝶裝, Pinyin hudie zhuang), wobei ganzseitige Illustrationen gefaltet werden, so dass jede Illustration eine Doppelseite einnimmt. Diese Bindung erlaubte dem Leser das Buch platt hinzulegen und ein jedes einzelne Bild genau anzusehen. Die Cambridge University Library veröffentlichte 2015 einen kompletten Digitalscan des Manual, inklusive aller Schriften und Illustrationen. Said Charles Aylmer, der Leiter des Cambridge University Chinese Department berichtet:

„Die Bindung ist so zerbrechlich, und das Manual ist so filigran, dass wir, solange bis es digitalisiert wurde, niemals die Möglichkeit hatten, es durchzusehen oder zu studieren, – trotz seiner unbezweifelten Wichtigkeit für Gelehrte.“

Dieses Buch beeinflusste alle Farbdrucke in China, und ebnete den Weg für das spätere, aber besser bekannte Jieziyuan Huazhuan (chinesisch 芥子園畫傳 „Manual des Senf-Saat-Gartens“) und entwickelte in Japan eine eigene Dynamik, wo es nachgedruckt wurde und die Entwicklung des Ukiyo-e mit der Farb-Holztafeldruck-Methode des Nishiki-e japanisch 錦絵. Die Popularität des Shizhuzhai Shuhuapu war so enorm, dass Nachdrucke während der ganzen späten Qing-Zeit aufgelegt wurden.
Hu veröffentlichte auch das Shizhuzhai Jianpu (chinesisch 十竹齋箋譜 „Zehn-Bambus-Hall-Briefpapier“), eine Sammlung von Papiermustern, die mit der gonghua Methode geprägt waren. Während dieses Werk in erster Linie ein Katalog dekorativer Schreibpapiere war, enthielt es auch Bilder von Steinen, Menschen, Ritualgefäßen und anderen gegenständen. Das Buch war im baobei zhuang-Stil (chinesisch 包背裝, „Eingepackte Rückseite“) gebunden, in welchem die Folios gefaltet, zusammengelegt und entlang der offenen Enden zusammengenäht werden. Das Werk wurde erstmals 1644 veröffentlicht und wurde in vier Bänden zwischen 1934 und 1941 von Zheng Zhenduo und Lu Xun neu aufgelegt, sowie in revidierter Form 1952 erneut veröffentlicht.

### Weitere Publikationen
Weitere Arbeiten von Hus Verlag waren ein Nachdruck von Zhou Boqis Manual der Siegelschrift Kalligraphie Liushu Zheng'e (chinesisch 六書正譌, „Die Sechs Stile der Kalligraphie, Korrekt und Fehlerhaft“) und des verwandten Shufa Bi Ji (chinesisch 書法必稽, „Notwendige Untersuchungen zur Kalligraphie“), in dem häufige Fehler in der Bildung der Schriftzeichen behandelt wurden. Mit seinem Bruder Zhengxin gab Hu eine neue Ausgabe mit Einführungen der konfuzianischen Klassiker heraus mit dem Titel Sishu Dingben Bianzheng (chinesisch 四書定本辨正, „Der Standardisierte Text der Vier Klassiker, Identifiziert und Verbessert“, 1640), worin die korrekte Anordnung und Aussprache des Texts verzeichnet war. Ein ähnlicher Ansatz wurde bei den Qianwen Liushu Tongyao (chinesisch 千文六書統要, „Grundlagen des Tausend-Zeichen-Klassikers in Sechs Schriftarten“, 1663) verfolgt, den Hu zusammen mit seinem Kalligraphielehrer, Li Deng zusammenstellte. Das Werk wurde erst nach Lis  Tod, teilweise als Hommage an ihn herausgegeben.
Die drei Brüder arbeiteten zusammen um ein Schülerhandbuch für Poesie ihres Zeitgenossen Ye Tingxiu herauszugeben, welches einfach als Shi Tan (chinesisch 詩譚, „Diskussion der Poesie“, 1635) bezeichnet wurde. Ein weiteres Werk über Dichtung  war das Leixuan Tang Shi Zhudao Weiji (chinesisch 類選唐詩助道微機, „Hilfreiche Prinzipien zu den Subtilen Arbeiten Ausgewählter Tang-Gedichte“). Dieses Buch war eine Kompilation von mehreren Werken zur Dichtung und enthielt auch Kolophone von Hu Zhengyan selbst.
Unter den obskureren Veröffentlichungen war ein Text über Chinesische Dominos Paitong Fuyu (chinesisch 牌統浮玉), das unter Pseudonym geschrieben wurde, aber dennoch ein Vorwort von Hu Zhengyan enthielt.

## Galerie

Bilder aus dem Zehn-Bambus-Halle Manual für Malerei und Kalligraphie
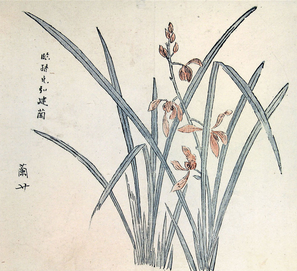
Orchidee
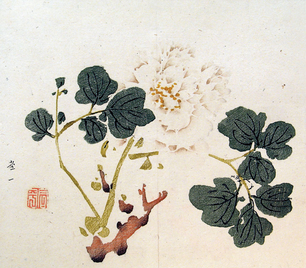
Chrysantheme
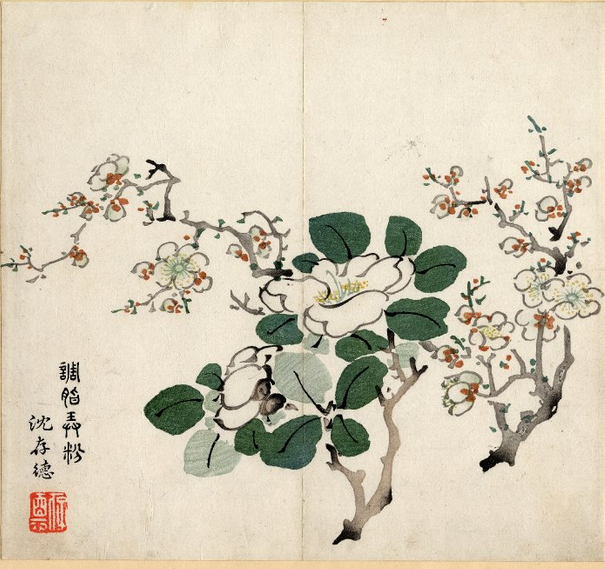
Apfelblüten
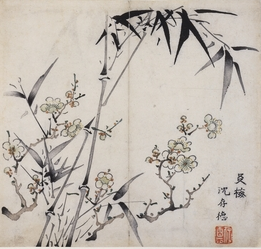
Kirschblüten und Bambus
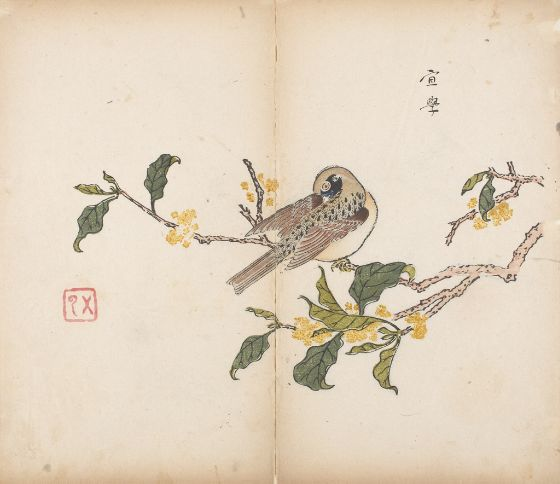
Vogel auf einem blühenden Zweig
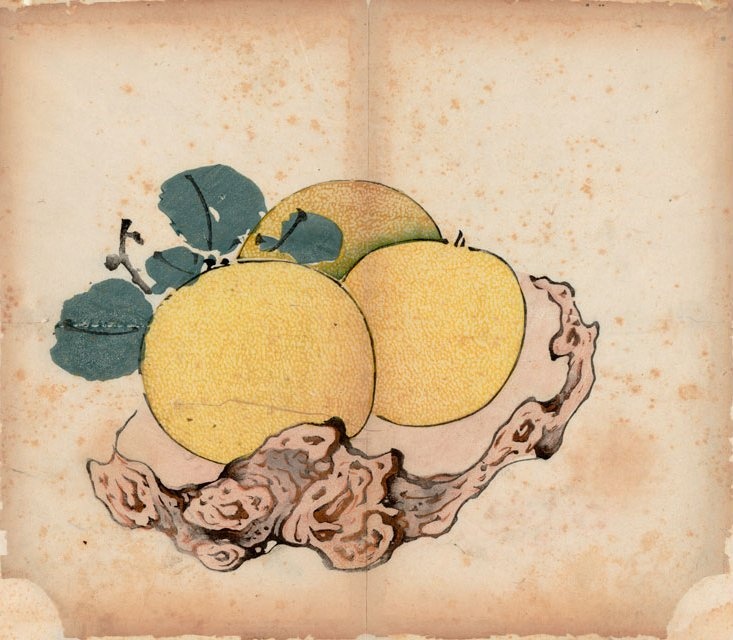
Drei Orangen auf einem Wurzeltablett
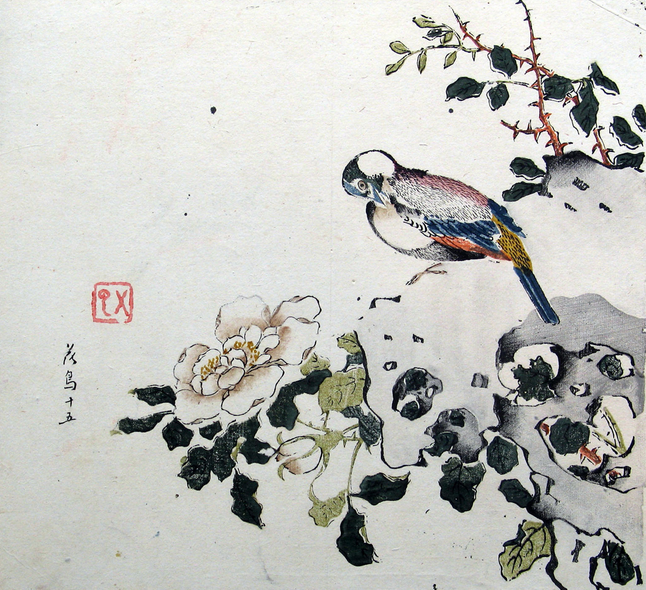
Vogel auf einem Ast
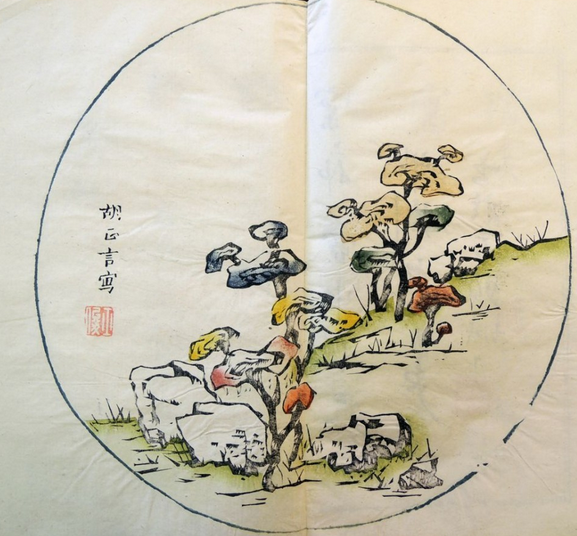
Pilze
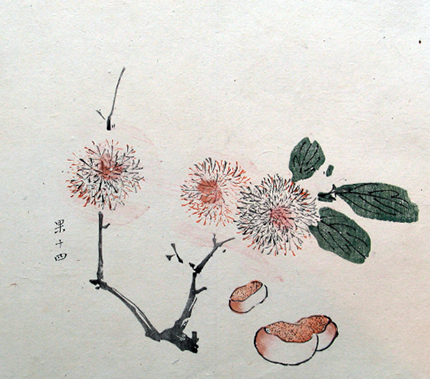
Kastanien
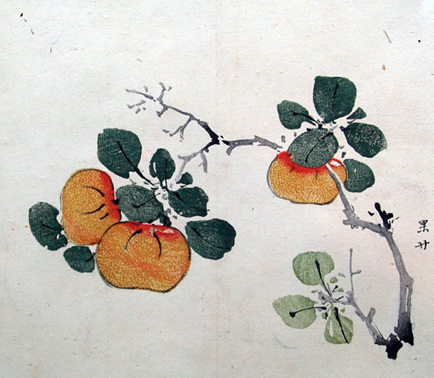
Mandarinen
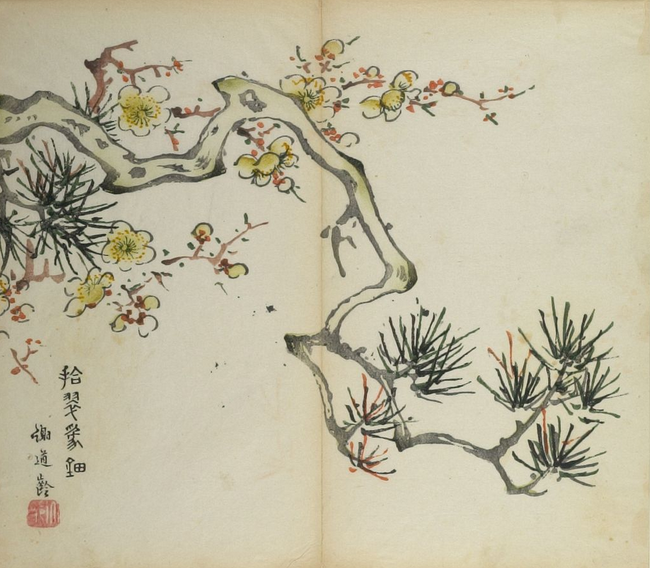
Pflaumenblüten und Kiefer
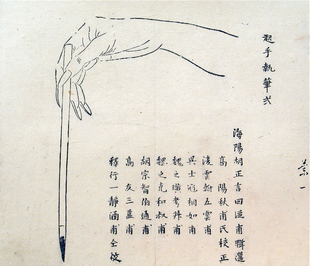
Diagram der korrekten Pinselhaltung